# Île de Comandatuba
L'île de Comandatuba se situe dans l'océan Atlantique, sur le littoral sud de l'État brésilien de Bahia, à une distance d'environ 70 km d'Ilhéus, dans la municipalité d'Una.